# Atletisme als Jocs Olímpics d'Estiu de 2024 - 5000m masculí
La prova de 5000m masculina d'Atletisme als Jocs Olímpics de París 2024 va ser la 26a edició de l'esdeveniment en unes Olimpíades. La prova es va disputar entre el 7 i el 10 d'agost del 2024 a l'Stade de France de París.
El noruec Jakob Ingebrigtsen va guanyar la medalla d'or, després d'imposar-se a la final amb un temps de 13:13.66 minuts. Aquesta victòria va suposar la primera medalla per la selecció de Noruega en tota la història de la prova olímpica. La medalla de plata va ser pel kenyà Ronald Kwemoi, qui va fer una marca de 13:15.04 minuts. La medalla de bronze se la va endur l'estatunidenc Grant Fisher, qui va quedar tercer amb un temps de 13:15.13 minuts.
L'equip de Finlàndia és la selecció més guardonada, amb 7 medalles d'or, 4 medalles de plata i 2 medalles de bronze, en les 26 edicions que l'esdeveniment ha estat present als Jocs Olímpics. El finlandès Lasse Virén i el britànic Mo Farah, amb 2 medalles d'or cadascú, són els atletes més guardonats en tota la història de la competició.

## Format
Els 5.000 metres són una prova de resistència d'atletisme que consisteix a córrer 12 voltes i mitja a la pista olímpica en el menor temps possible. La competició va començar amb la fase de Heats, on hi van participar tots els atletes classificats, en 2 curses diferents. Els 8 primers atletes de cada cursa i els següents 5 millors temps, van passar a la final. Els 3 atletes que van quedar al capdavant a la final, van obtenir les medalles.

## Classificació
Hi havia dues maneres de classificar-se per la prova olímpica. La forma principal fou superant la marca estàndard de classificació (que per aquesta edició eren 13:05.00 minuts), en qualsevol prova organitzada o supervisada per la Federació Internacional d'Atletisme, entre l'1 de juliol de 2023 i el 30 de juny de 2024. Els llocs sobrants, van ser pels atletes que no van aconseguir aquesta marca, mitjançant les places universals i el rànquing atlètic i fent prevaler la diversitat geogràfica.
| Mètode de classificació     | Places | País            | Atleta classificat     |
| --------------------------- | ------ | --------------- | ---------------------- |
| Marca estàndard - 13:05.00' | 3      | Estats Units    | Graham Blanks          |
| Marca estàndard - 13:05.00' | 3      | Estats Units    | Grant Fisher           |
| Marca estàndard - 13:05.00' | 3      | Estats Units    | Abdihamid Nur          |
| Marca estàndard - 13:05.00' | 3      | Etiòpia         | Hagos Gebrhiwet        |
| Marca estàndard - 13:05.00' | 3      | Etiòpia         | Biniam Mehary          |
| Marca estàndard - 13:05.00' | 3      | Etiòpia         | Addisu Yihune          |
| Marca estàndard - 13:05.00' | 3      | França          | Hugo Hay               |
| Marca estàndard - 13:05.00' | 3      | França          | Jimmy Gressier         |
| Marca estàndard - 13:05.00' | 3      | França          | Yann Schrub            |
| Marca estàndard - 13:05.00' | 3      | Kenya           | Edwin Kurgat           |
| Marca estàndard - 13:05.00' | 3      | Kenya           | Ronald Kwemoi          |
| Marca estàndard - 13:05.00' | 3      | Kenya           | Jacob Krop             |
| Marca estàndard - 13:05.00' | 3      | Regne Unit      | Patrick Dever          |
| Marca estàndard - 13:05.00' | 3      | Regne Unit      | George Mills           |
| Marca estàndard - 13:05.00' | 3      | Regne Unit      | Sam Atkin              |
| Marca estàndard - 13:05.00' | 3      | Uganda          | Oscar Chelimo          |
| Marca estàndard - 13:05.00' | 3      | Uganda          | Joshua Cheptegei       |
| Marca estàndard - 13:05.00' | 3      | Uganda          | Jacob Kiplimo          |
| Marca estàndard - 13:05.00' | 2      | Austràlia       | Morgan McDonald        |
| Marca estàndard - 13:05.00' | 2      | Austràlia       | Stewart McSweyn        |
| Marca estàndard - 13:05.00' | 2      | Bèlgica         | John Heymans           |
| Marca estàndard - 13:05.00' | 2      | Bèlgica         | Isaac Kimeli           |
| Marca estàndard - 13:05.00' | 2      | Canadà          | Mohammed Ahmed         |
| Marca estàndard - 13:05.00' | 2      | Canadà          | Ben Flanagan           |
| Marca estàndard - 13:05.00' | 2      | Djibouti        | Mohamed Ismail Ibrahim |
| Marca estàndard - 13:05.00' | 2      | Djibouti        | Abdi Waiss             |
| Marca estàndard - 13:05.00' | 1      | Bahrain         | Birhanu Balew          |
| Marca estàndard - 13:05.00' | 1      | Burundi         | Egide Ntakarutimana    |
| Marca estàndard - 13:05.00' | 1      | Eritrea         | Aron Kifle             |
| Marca estàndard - 13:05.00' | 1      | Espanya         | Thierry Ndikumwenayo   |
| Marca estàndard - 13:05.00' | 1      | Guatemala       | Luis Grijalva          |
| Marca estàndard - 13:05.00' | 1      | Irlanda         | Brian Fay              |
| Marca estàndard - 13:05.00' | 1      | Suècia          | Andreas Almgren        |
| Rànquing atlètic            | 2      | Noruega         | Jakob Ingebrigtsen     |
| Rànquing atlètic            | 2      | Noruega         | Narve Gilje Nordas     |
| Rànquing atlètic            | 1      | Canadà          | Thomas Fafard          |
| Rànquing atlètic            | 1      | Espanya         | Adel Mechaal           |
| Rànquing atlètic            | 1      | Països Baixos   | Mike Foppen            |
| Rànquing atlètic            | 1      | Uruguai         | Santiago Catrofe       |
| Quotes reallotjades         | 1      | Eritrea         | Dawit Seare            |
| Quotes reallotjades         | 1      | Sèrbia          | Elzan Bibic            |
| Quotes reallotjades         | 1      | Suïssa          | Jonas Raess            |
| Places universals           | 1      | Equip Refugiats | Dominic Lobalu         |

## Rècords
Abans de la prova, els rècords eren els següents:
| Rècord             | Atleta           | Temps    | Lloc           | Data                  |
| ------------------ | ---------------- | -------- | -------------- | --------------------- |
| Rècord del Món     | Joshua Cheptegei | 12:35.36 | Mònaco         | 14 d'agost de 2020    |
| Rècord Olímpic     | Kenenisa Bekele  | 12:57.82 | Pequín         | 23 d'agost de 2008    |
| Rècord Àfrica      | Joshua Cheptegei | 12:35.36 | Mònaco         | 14 d'agost de 2020    |
| Rècord Àsia        | Albert Rop       | 12:51.96 | Mònaco         | 19 de juliol de 2013  |
| Rècord Europa      | Mohamed Katir    | 12:45.01 | Mònaco         | 21 de juliol de 2023  |
| Rècord NACAC       | Grant Fisher     | 12:46.96 | Brussel·les    | 2 de setembre de 2022 |
| Rècord Oceania     | Craig Mottram    | 12:55.76 | Londres        | 30 de juliol de 2004  |
| Rècord Sud-amèrica | Santiago Catrofe | 13:05.95 | Heusden-Zolder | 15 de juny de 2024    |

## Competició

### 1a ronda
La 1a ronda es va disputar el 7 d'agost de 2024 a partir de les 11:10h. Hi van participar tots els atletes classificats. Es van classificar els 8 primers de cada sèrie i 5 places extres.

#### Sèrie 1
| Posició | Atleta               | País            | Temps      |
| ------- | -------------------- | --------------- | ---------- |
| 1       | Narve Gilje Nordas   | Noruega         | 14:08.16 Q |
| 2       | Hagos Gebrhiwet      | Etiòpia         | 14:08.18 Q |
| 3       | John Heymans         | Bèlgica         | 14:08.33 Q |
| 4       | Jacob Krop           | Kenya           | 14:08.73 Q |
| 5       | Edwin Kurgat         | Kenya           | 14:08.76 Q |
| 6       | Graham Blanks        | Estats Units    | 14:09.06 Q |
| 7       | Hugo Hay             | França          | 14:09.22 Q |
| 8       | Thomas Fafard        | Canadà          | 14:09.37 Q |
| 9       | Jimmy Gressier       | França          | 14:09.95   |
| 10      | Egide Ntakarutimana  | Burundi         | 14:11.29   |
| 11      | Abdi Waiss           | Djibouti        | 14:11.88   |
| 12      | Stewart McSweyn      | Austràlia       | 14:12.31 q |
| 13      | Patrick Dever        | Regne Unit      | 14:13.48   |
| 14      | Elzan Bibic          | Sèrbia          | 14:14.46   |
| 15      | Dominic Lobalu       | Equip Refugiats | 14:15.49 q |
| 16      | Mohammed Ahmed       | Canadà          | 14:15.76   |
| 17      | Dawit Seare          | Eritrea         | 14:16.77 q |
| 18      | George Mills         | Regne Unit      | 14:37.08 q |
| 19      | Mike Foppen          | Països Baixos   | 14:37.34 q |
| 20      | Thierry Ndikumwenayo | Espanya         | DNF q      |
| 21      | Andreas Almgren      | Suècia          | DNS        |

#### Sèrie 2
| Posició | Atleta                 | País         | Temps      |
| ------- | ---------------------- | ------------ | ---------- |
| 1       | Jakob Ingebrigtsen     | Noruega      | 13:51.59 Q |
| 2       | Biniam Mehary          | Etiòpia      | 13:51.82 Q |
| 3       | Isaac Kimeli           | Bèlgica      | 13:52.18 Q |
| 4       | Grant Fisher           | Estats Units | 13:52.44 Q |
| 5       | Oscar Chelimo          | Uganda       | 13:52.46 Q |
| 6       | Ronald Kwemoi          | Kenya        | 13:52.51 Q |
| 7       | Dawit Seare            | Eritrea      | 13:52.53 Q |
| 8       | Addisu Yihune          | Etiòpia      | 13:52.62 Q |
| 9       | Morgan McDonald        | Austràlia    | 13:52.67   |
| 10      | Birhanu Balew          | Bahrain      | 13:53.11   |
| 11      | Yann Schrub            | França       | 13:53.27 q |
| 12      | Jonas Raess            | Suïssa       | 13:55.04   |
| 13      | Brian Fay              | Irlanda      | 13:55.35   |
| 14      | Santiago Catrofe       | Uruguai      | 13:56.40   |
| 15      | Mohamed Ismail Ibrahim | Djibouti     | 13:57.47   |
| 16      | Luis Grijalva          | Guatemala    | 13:58.81   |
| 17      | Ben Flanagan           | Canadà       | 13:59.23   |
| 18      | Sam Atkin              | Regne Unit   | 14:02.46   |
| 19      | Abdihamid Nur          | Estats Units | 14:15.00   |
| 20      | Adel Mechaal           | Espanya      | DNS        |

### Final
La final es va disputar el 10 d'agost de 2024 a les 19:50h.
| Posició | Atleta               | País            | Temps    |
| ------- | -------------------- | --------------- | -------- |
| 1       | Jakob Ingebrigtsen   | Noruega         | 13:13.66 |
| 2       | Ronald Kwemoi        | Kenya           | 13:15.04 |
| 3       | Grant Fisher         | Estats Units    | 13:15.13 |
| 4       | Dominic Lobalu       | Equip Refugiats | 13:15.27 |
| 5       | Hagos Gebrhiwet      | Etiòpia         | 13:15.32 |
| 6       | Biniam Mehary        | Etiòpia         | 13:15.99 |
| 7       | Edwin Kurgat         | Kenya           | 13:17.18 |
| 8       | Isaac Kimeli         | Bèlgica         | 13:18.10 |
| 9       | Graham Blanks        | Estats Units    | 13:18.67 |
| 10      | Jacob Krop           | Kenya           | 13:18.68 |
| 11      | John Heymans         | Bèlgica         | 13:19.25 |
| 12      | Yann Schrub          | França          | 13:20.63 |
| 13      | Mike Foppen          | Països Baixos   | 13:21.56 |
| 14      | Addisu Yihune        | Etiòpia         | 13:22.33 |
| 15      | Thierry Ndikumwenayo | Espanya         | 13:24.07 |
| 16      | Hugo Hay             | França          | 13:26.71 |
| 17      | Narve Gilje Nordas   | Noruega         | 13:31.34 |
| 18      | Stewart McSweyn      | Austràlia       | 13:31.38 |
| 19      | Dawit Seare          | Eritrea         | 13:31.50 |
| 20      | Oscar Chelimo        | Uganda          | 13:31.56 |
| 21      | George Mills         | Regne Unit      | 13:32.32 |
| 22      | Thomas Fafard        | Canadà          | 13:49.69 |

## Medaller històric
| Posició | País                | Or | Argent | Bronze | Total |
| ------- | ------------------- | -- | ------ | ------ | ----- |
| 1       | Finlàndia           | 7  | 4      | 2      | 13    |
| 2       | Etiòpia             | 3  | 2      | 2      | 7     |
| 3       | Regne Unit          | 2  | 1      | 3      | 6     |
| 4       | Marroc              | 2  | 0      | 2      | 4     |
| 5       | Kenya               | 1  | 5      | 4      | 10    |
| 6       | Estats Units        | 1  | 2      | 3      | 6     |
| 7       | Alemanya            | 1  | 2      | 1      | 4     |
| 8       | França              | 1  | 2      | 0      | 3     |
| 9       | Tunísia             | 1  | 1      | 0      | 2     |
| 9       | Nova Zelanda        | 1  | 1      | 0      | 2     |
| 9       | Txecoslovàquia      | 1  | 1      | 0      | 2     |
| 12      | Uganda              | 1  | 0      | 0      | 1     |
| 12      | Burundi             | 1  | 0      | 0      | 1     |
| 12      | URSS                | 1  | 0      | 0      | 1     |
| 12      | Bèlgica             | 1  | 0      | 0      | 1     |
| 12      | Noruega             | 1  | 0      | 0      | 1     |
| 17      | Alemanya Occidental | 0  | 1      | 1      | 2     |
| 18      | Canadà              | 0  | 1      | 0      | 1     |
| 18      | Algèria             | 0  | 1      | 0      | 1     |
| 18      | Suïssa              | 0  | 1      | 0      | 1     |
| 18      | Tanzània            | 0  | 1      | 0      | 1     |
| 22      | Suècia              | 0  | 0      | 4      | 4     |
| 23      | Alemanya de l'Est   | 0  | 0      | 1      | 1     |
| 23      | Portugal            | 0  | 0      | 1      | 1     |
| 23      | Polònia             | 0  | 0      | 1      | 1     |
| 23      | Països Baixos       | 0  | 0      | 1      | 1     |